# Pseudogymnosolen
Pseudogymnosolen nom. inval. 1974, monotipski rod crvenih algi iz porodice Corallinaceae. Taksonomski status roda još je neizvjestan, i potrebna su daljnja istraživanja
Trenutno je u bazi podataka samo jedna vrsta, P. mopanyuensis, koja je označena kao taksonomski prihvaćena na temelju navedene literature pod nazivom vrste.